# 塔里哈磨牙脂鯉
塔里哈啮牙脂鯉，為輻鰭魚綱脂鯉目脂鯉亞目脂鯉科的其中一個種。分布於南美洲玻利維亞南部Departamento Tarija及阿根廷北部Departamento Salta與Jujuy淡水流域，體長可達6.4公分，棲息在底中層水域，生活習性不明。